# Закарпатські грамоти
Закарпатські грамоти — умовна назва документів державно-правового характеру XIII — 1-ї половини XVII ст., що стосувалися регулювання соціально-економічних, культурних та правових відносин у Закарпатській Україні (у той час Закарпаття було під владою Угорщини). Це – акти королів, адміністративно-територіальних і судових інституцій, церковно-монастирського управління й феодально-приватні. Вони охоплюють широке коло питань цивільно-правового характеру, зокрема про:
- визначення правового статусу міст;
- регулювання цінової, податкової й митної політики;
- здійснення операцій купівлі-продажу;
- правила наділення, дарування й користування землею та лісом для різних верств населення (світської і духовної знаті, церковно-монастирських закладів, селян та ін.);
- повинності королівсько-державні, феодальні, церковно-монастирські;
- привілеї світської і духовної знаті, державних службовців, купців, промисловців тощо.

Закарпатські грамоти здебільшого написано латинською мовою. Найдавнішими з відомих З.г., що написані українською мовою, є грамоти Винця та Балиці (Балки; 1401) й Драги (1404). Закарпатські грамоти є важливим джерелом вивчення соціально-економічних, політичних і правових відносин у Закарпатській Україні доби середньовіччя.